# Pianeta artificiale

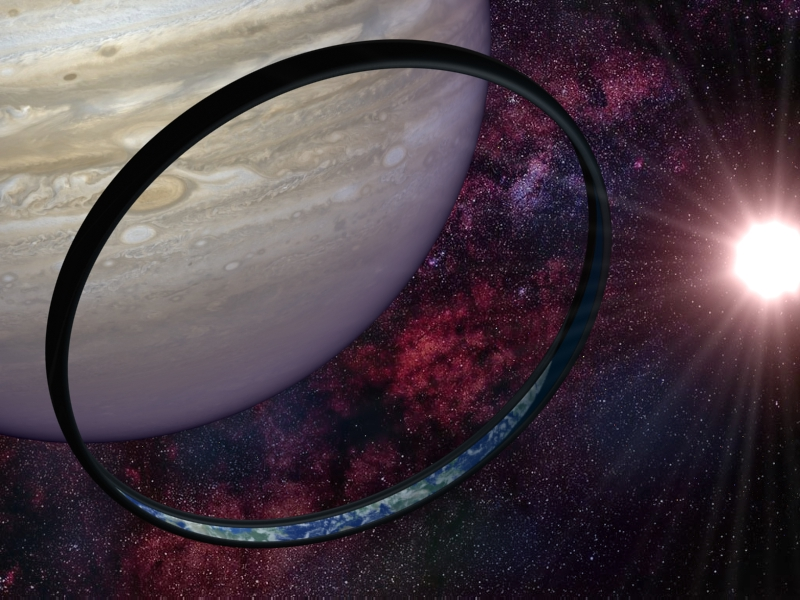
Un orbitale di Banks

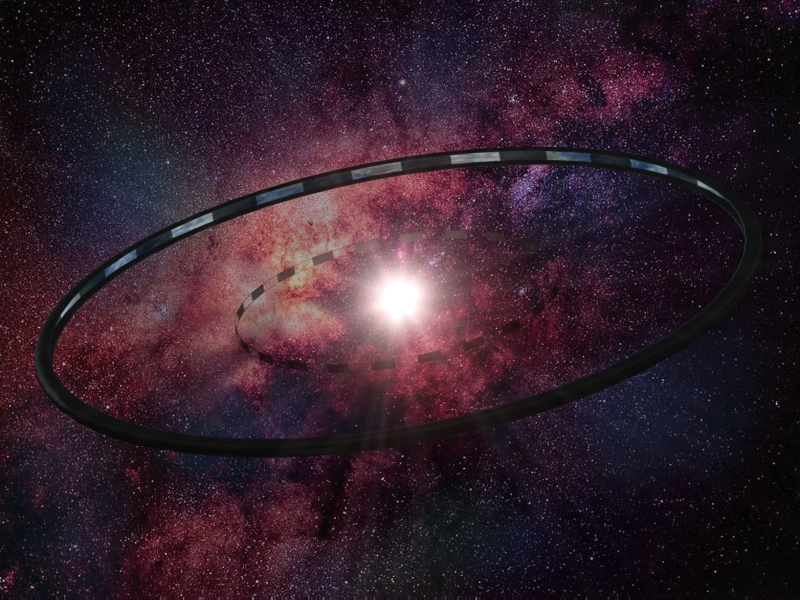
Un mondo ad anello

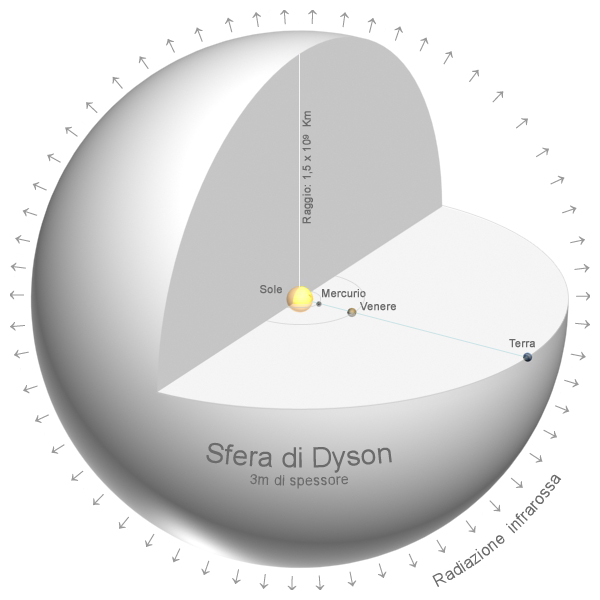
Una sfera di Dyson

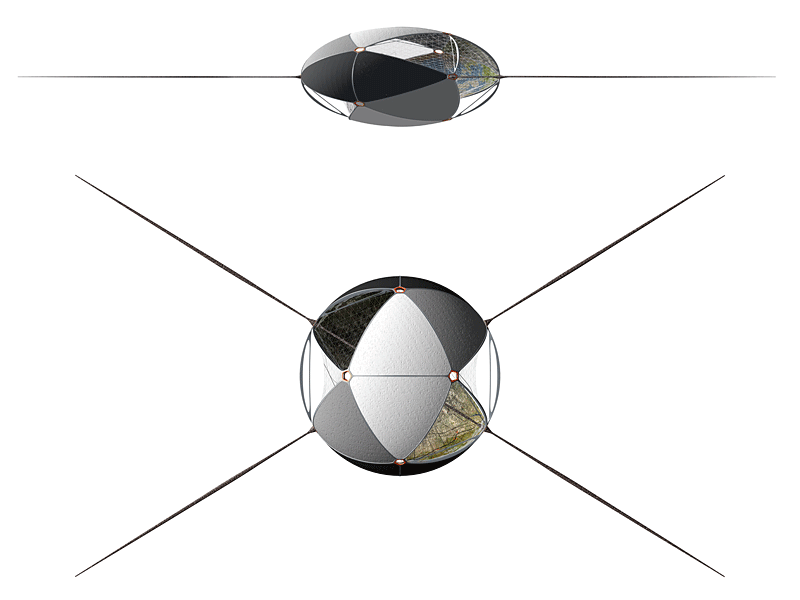
Il Globus Cassus

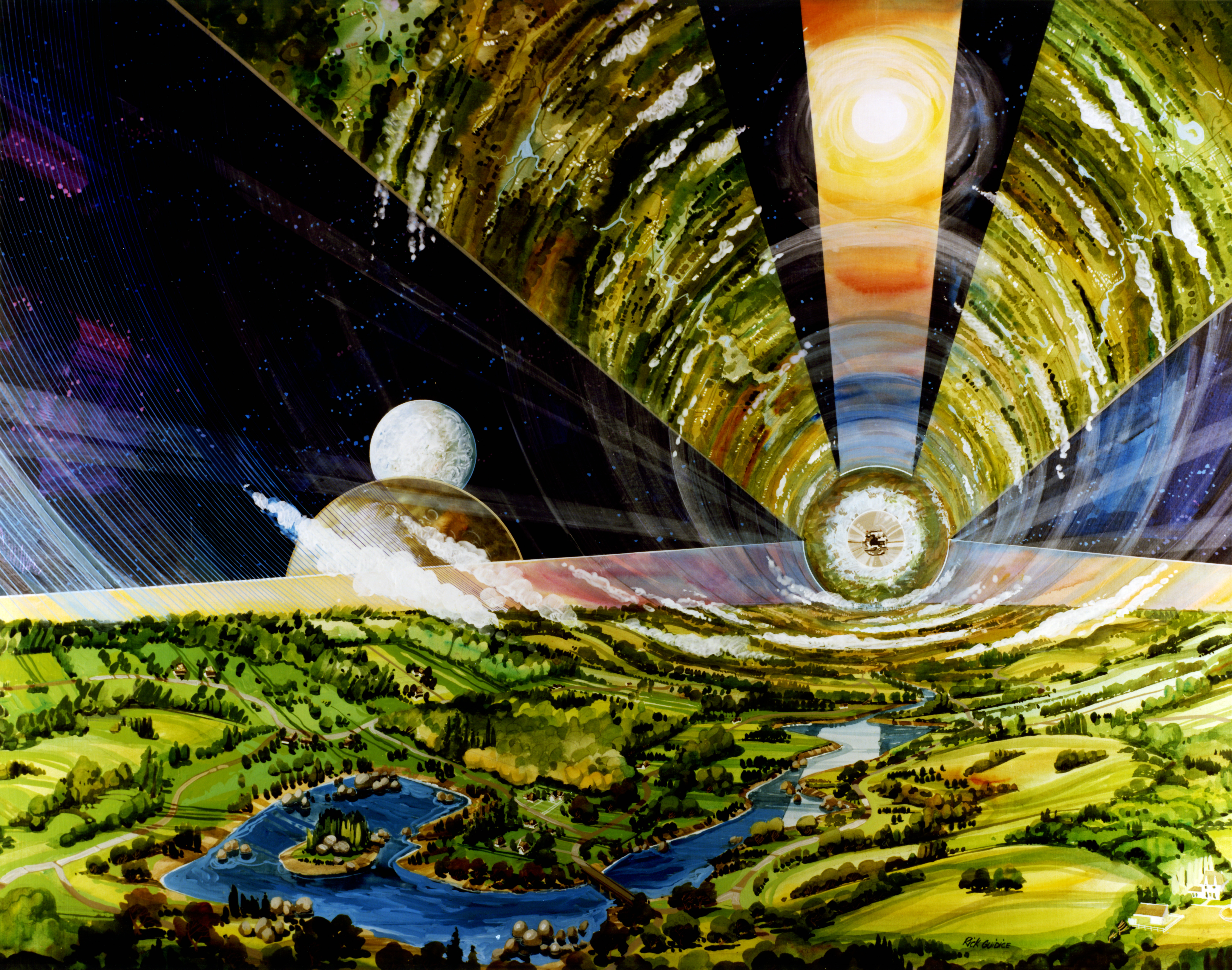
Il cilindro di O'Neill

Un tema ricorrente nella fantascienza è la creazione, da parte di civiltà particolarmente evolute e dotate di tecnologia avanzata, di pianeti artificiali.
Simili megastrutture sono dotate di enormi vantaggi rispetto ai pianeti naturali: permettono un uso efficiente dell'energia solare e forniscono un immenso spazio abitabile. D'altro canto, le tecnologie necessarie per la loro costruzione e manutenzione sono di gran lunga al di fuori della portata attuale del genere umano.
Nelle opere di fantascienza i pianeti artificiali sono un simbolo di immenso potere e, spesso, sono presentati come opera della tecnologia di un impero galattico oppure come resti di antiche civiltà avanzatissime sotto il profilo tecnologico.

## Alcuni esempi di pianeti artificiali
- Orbitale di Banks

Un Orbitale di Banks è un enorme habitat artificiale a forma di anello posto in orbita attorno ad una stella. Il primo a teorizzarne l'esistenza è stato lo scrittore di fantascienza hard Iain Banks, che se ne servì per ambientarvi alcuni romanzi del Ciclo della Cultura (Pensa a Fleba e Volgi lo sguardo al vento). L'idea degli Orbitali è stata poi ripresa dagli Bungie Studios per la saga di videogiochi Halo.
- Mondo Anello

Il Mondo ad anello è un habitat artificiale a forma di anello teorizzato dallo scrittore di fantascienza Larry Niven, che se ne servì per ambientarvi alcuni romanzi del Ciclo dello Spazio conosciuto (I burattinai, Il segreto dei costruttori di Ringworld e Il trono di Ringworld). Simile ad un Orbitale di Banks per forma e aspetto, ne differisce soprattutto per dimensioni e posizione orbitale. Come una sfera di Dyson, infatti, il mondo ad anello è centrato attorno alla sua stella primaria con conseguenti problematiche di instabilità orbitale.
- Sfera di Dyson

Una Sfera di Dyson è una struttura di rivestimento che società tecnologicamente avanzate potrebbero applicare attorno ad un corpo stellare per massimizzare la cattura di energia proveniente dall'astro. È stata teorizzata dall'astronomo inglese Freeman Dyson nel suo articolo del 1959 Search for Artificial Stellar Sources of Infrared Radiation (Ricerca di sorgenti stellari artificiali nella radiazione infrarossa), pubblicato sulla rivista Science.
- Globus Cassus

Il Globus Cassus è un progetto architettonico a carattere utopico che prevede la trasformazione della Terra in un pianeta artificiale cavo, di dimensioni assai superiori rispetto a quelle attuali, dotato di un'ecosfera situata sulla propria superficie interna. La luce solare entrerebbe attraverso due grandi finestre, mentre la gravità sarebbe simulata grazie alla forza centrifuga derivante dalla rotazione del corpo. È stato ideato dall'architetto e artista svizzero Christian Waldvogel, che l'ha presentato per la prima volta presso la Biennale di Venezia del 2004.
- Disco di Alderson

Un Disco di Alderson è una megastruttura a forma di disco, simile nell'aspetto ad un CD o ad un 33 giri, in cui al centro del foro centrale è situato l'astro principale attorno a cui è situato l'habitat artificiale. Il raggio di un Disco di Alderson dovrebbe essere equivalente all'orbita di Marte o Giove, con uno spessore di molte migliaia di chilometri.
- Toro di Stanford

Un Toro di Stanford è un progetto di habitat spaziale, proposto nel 1975 da uno studio della NASA presso la Stanford University, capace di ospitare approssimativamente 10 000 residenti permanenti. Ha la forma di un toro (o di una ciambella) del diametro di un miglio, in rotazione su sé stesso alla velocità di un giro al minuto per provvedere, attraverso la forza centrifuga, alla simulazione di una gravità simile a quella terrestre. Strutture simili, chiamati mondi liberi, sono descritte da Isaac Asimov nel saggio Civiltà extraterrestri del 1979, con le quali sarebbe possibile superare, in tempi molto lunghi, le distanze interstellari.
- Cilindro di O'Neill

Più un habitat artificiale che un pianeta artificiale, proposto da Gerard K. O'Neill nel suo libro The High Frontier. Consiste in due cilindri in controrotazione, lunghi 30 km e con un raggio di 3 km. La superficie interna di ogni cilindro è divisa longitudinalmente in sei settori: tre adibiti a "finestre", tre a "terra". Un anello agricolo esterno inoltre ruota a velocità diverse per potervi praticare l'agricoltura, mentre un blocco industriale è localizzato nel centro (dietro il disco satellitare) per sfruttare la gravità ridotta nei processi produttivi.